# Herman Van Snick
Herman Van Snick (Antwerpen, 19 januari 1914 – Koksijde, 19 januari 2002) was een Belgisch jurist en dichter.

## Levensloop
Herman van Snick was een zoon van boekhouder Gustave Van Snick en van Stephanie Bellon. Tijdens de Eerste Wereldoorlog week het gezin uit naar Engeland.
Rond 1930 begon hij een rechtenstudie aan de Rijksuniversiteit Gent. Tijdens zijn studententijd werkte hij mee aan het tijdschrift Prisma en was hij redacteur bij Neohumanisme, het tijdschrift van het Liberaal Vlaams Studentenverbond Gent. 
In 1936 en 1937 publiceerde hij ook zijn eerste dichtbundels in het tijdschrift Cahiers van de Waterkluis.
In 1937 studeerde hij af als doctor in de rechten en vestigde hij zich als advocaat in Antwerpen.
In 1939 trouwde hij in Schaarbeek met Lucienne Briot.
Tijdens de Tweede Wereldoorlog sloot hij zich aan bij het Verzet en werkte hij mee aan het clandestien Antwerps sluikblad De vrijheid, waarin hij gedichten publiceerde die tot de zeldzame verzetsliteratuur behoren.
Van 1945 tot 1957 was hij substituut van de procureur des Konings en vervolgens vrederechter voor de kantons Diksmuide en Nieuwpoort. In 1957 werd hij vrederechter in Vilvoorde.

## Publicaties
- Aanhef, poëzie, Cahiers van de Waterkluis, Sint-Amandsberg, 1936.
- De droomen van de werkelijkheid, poëzie, Cahiers van de Waterkluis, Sint-Amandsberg, 1937.
- Abecedarium, poëzie, Van Ditmar, Antwerpen/Amsterdam, 1940.
- Reportage Europa 1930-1945, poëzie, De Sikkel, Antwerpen.
- Een hart in negentien momenten, poëzie, De Spiegel, maandblad voor poëzie, Hoogstraten, 1946.
- Balladen van hier beneen, poëzie, De Sikkel, Antwerpen, 1949.
- Het slot (novelle), in: Nieuw Vlaams Tijdschrift, 1951.
- Bij de onafhankelijken. Over de Waterkluisgeneratie (studie), in: De Vlaamse Gids, 1951.
- Hasta La Vista, (novelle), in: De Vlaamse Gids, 1952.
- Het gesloten hek, poëzie, De Sikkel, Antwerpen, 1952.
- De Guitaar, luisterspel, BRT, 1955.
- Omdat het zo moest zijn, (novelle), in: Nieuw Vlaams Tijdschrift, 1955.
- Rijmpjes uit de kinderkamer, poëzie, Lode Opdebeeck, Antwerpen, 1956.
- Woord en wij, poëzie, De Sikkel, Antwerpen, 1958.
- Ik heb het niet gewild, (novelle), in: De Vlaamse Gids, 1962.
- Het ruwe vlot, poëzi, S.M. Ontwikkeling, Antwerpen, 1965.
- Notedoppen, selectie uit de cursiefjes verschenen vanaf 1954 in Het Laatste Nieuws, Universitaire Publicaties, Brussel, 1968.
- Karel van de Woestijne vandaag, toespraak gehouden in de Rotary club van Antwerpen op 27 nov. 1969.
- Tussentijd, poëzie, Colibrant, Deurle, 1970.